# Bakkesvodene
Die Bakkesvodene (norwegisch für Hügelsteigungen) sind hohe Kliffs im ostantarktischen Königin-Maud-Land. Sie ragen im Mühlig-Hofmann-Gebirge an der Ostseite des Lunde-Gletschers auf.
Teilnehmer der Dritten Norwegischen Antarktisexpedition (1956–1960) kartierten sie anhand von Vermessungen und Luftaufnahmen.